# Maximilian von Lyncker
Maximilian Freiherr von Lyncker (* 4. April 1845 in Berlin; †  30. April 1923) war ein preußischer General der Infanterie, Haus- und Hofmarschall von Kaiser Wilhelm II. sowie Generalintendant der königlichen Gärten.

## Leben

### Herkunft
Maximilian war ein Sohn des preußischen Generalmajors Heinrich von Lyncker (1810–1883) und dessen Ehefrau Elise, geborene Hübner (1816–1890).

### Militärkarriere
Nach dem Besuch des Kadettenkorps trat Lyncker am 9. April 1864 als Portepeefähnrich in das 2. Garde-Regiment zu Fuß der Preußischen Armee ein und avancierte bis Mitte Oktober 1865 zum Sekondeleutnant. Während des Kriegs gegen Österreich wurde er im Gefecht bei Königinhof verwundet und für sein Verhalten durch König Wilhelm I. belobigt.
Im Krieg gegen Frankreich nahm er am 18. August 1870 mit der 8. Kompanie an der Schlacht bei Gravelotte teil und wurde dabei schwer verwundet. Nach seiner Gesundung war Lyncker als Ordonnanzoffizier beim Regimentsstab tätig, wirkte im Januar 1871 kurzzeitig als Platzmajor von Sarcelles und wurde dann durch Divisionsbefehl mit der Instandhaltung und Verbesserung der Befestigungswerke in Pierrefitte-sur-Seine beauftragt. Ausgezeichnet mit dem Eisernen Kreuz II. Klasse stieg Lyncker nach dem Friedensschluss Mitte Dezember 1871 zum Premierleutnant auf. Mit der Ernennung zum Flügeladjutanten des Herzogs von Sachsen-Meiningen schied Lyncker am 16. April 1874 aus dem Regiments aus. Er avancierte Anfang April 1876 zum Hauptmann und wurde am 18. Februar 1879 unter Entbindung von seinem Verhältnis als Flügeladjutant und unter Stellung à la suite des 2. Garde-Regiments zu Fuß zur Dienstleistung bei dem Erbprinzen von Sachsen-Meiningen kommandiert. Lyncker kehrte am 3. April 1883 mit der Ernennung zum Kompaniechef in den Truppendienst zurück und war ab dem 1. Juli 1884 zur Dienstleistung beim Stab der IV. Armee-Inspektion kommandiert. Unter Belassung in diesem Kommando wurde er am 22. März 1885 als überzähliger Major seinem Regiment aggregiert. Am 26. März 1888 schied Lyncker aus dem Militäretat aus und wurde mit seiner Regimentsuniform à la suite der Armee gestellt. Nachdem man ihn Ende November 1888 mit Pension zur Disposition gestellt hatte, wurde er am 27. Januar 1889 beim 2. Aufgebot des 2. Garde-Landwehr-Regiments wieder angestellt.
Mit der Verleihung des Charakters als Oberstleutnant wurde Lyncker am 27. Januar 1891 Haus- und Hofmarschall von Kaiser Wilhelm II., dem er bis zum Ende der Monarchie in Deutschland im November 1918 dienen sollte. In dieser Stellung stieg Lyncker weiter auf und erhielt am 16. Juni 1913 den Charakter als General der Infanterie à la suite der Armee.

### Familie
Lyncker hatte sich am 1. Mai 1879 mit Mathilde von Daum (1851–1933) verheiratet. Aus der Ehe gingen folgende Kinder hervor:
- Charlotte (* 1880), Stiftsdame in Bayreuth, zuletzt im St. Joseph-Krankenhaus Potsdam tätig
- Doro (* 1882) ⚭ Otto von Lyncker, preußischer Rittmeister
- Viktoria (1885–1945) ⚭ Armin von Lossow (1876–1945), Landrat des Kreises Rotenburg (Wümme)
- Margarethe (1889–1933)[6]